# 米奇與達利 惡童物語
《米奇與達利 惡童物語》是佐野菜見所創作的日本漫畫，連載於《Harta》（ハルタ）Vol.46至Vol.89（即2017年7月15日至2021年11月15日）。故事講述雙胞胎兄弟米奇與達利被一對老夫婦收養，同時暗中調查母親遇害真相的經歷。漫畫單行本全7冊。
2023年8月5日，佐野菜見因癌症逝世，本作也成為她的生前遺作。改編電視動畫於2023年10月2日正式首播。動畫版總集數13話。

## 故事劇情
※故事概要以漫畫版為主。
《米奇與達利 惡童物語》故事設定在神戶市北區虛構城鎮「奧利岡村」，講述長相相同、連動作也能互相配合得天衣無縫的雙胞胎兄弟米奇與達利，被園山老夫婦收養、尋找害死母親的兇手的經歷。1983年2月，當時的米奇與達利兄弟倆曾經待在山上生活，後來被收容在鄰鎮的養育院一段時間，但因緣際會在西元1990年2月成為了園山老夫婦的「唯一養子」，米奇與達利瞞著養父母，兄弟倆一起踏進園山家生活和共享養子「秘鳥」的身份，以兩人的力量，在養父母面前展現最完美的形象，同時暗中調查兄弟倆的母親梅特麗遇害的真相。
米奇與達利除了要對外掩飾兄弟倆扮演一人的實情，還陸續認識鎮上的居民，這其中包含園山家喜歡八卦的老管家阿光、熱愛飛機和鳥類的少年秋山俊平及其姊姊莉莎、喜歡高科技物品但為人自私的富家少年堤丸太、精神科醫生一条瑛及其妻子一条怜子、一条夫妻的兒子瑛二和養女華怜、學校裡苦於學生欺凌行為的班導師兒玉老師。米奇與達利和俊平成為朋友，還讓原本高傲的堤丸太對他們改觀，幫助班導師兒玉老師導正校園欺凌風氣（動畫版略過兒玉老師的事件），一度遭遇被一条家禁閉在住宅的事件，獲得阿光救援。拜朋友們和阿光所賜，米奇與達利逐漸深入理解這個小鎮攸關梅特麗遇害的真相，更發現瑛二正是在七年前的聖誕節意外將母親從自家住宅推落、導致母親殞命的犯人。但後來阿光因為洩漏相關情報，為營救米奇與達利被怜子殺害，米奇與達利一度被警方懷疑為嫌犯，怜子限制瑛二和華怜不得踏出家門行動，甚至讓瑛二的心智變成嬰兒化狀態。
故事後期米奇與達利經由秋山俊平、堤丸太、華怜協助潛入調查一条家，才知曉一条家與梅特麗的糾葛：多年前，瑛和罹患不孕症的怜子僱聘梅特麗擔任女傭，梅特麗對怜子抱持景仰和憧憬心態，苦於不孕的怜子遂教唆梅特麗代替她和瑛發生性關係兼懷上孩子，以維持夫妻關係，結果反讓梅特麗成為瑛的情婦懷孕，生下瑛二、米奇、達利三胞胎。怜子奪去瑛二撫養，將梅特麗連同米奇和達利孤立在自宅的某個房間生活，苟刻對待三者。梅特麗則獨自撫養雙胞胎兄弟倆，母子三人直至雙胞胎兄弟倆長至一定歲數時始逃離一条家，但最終梅特麗仍遇害身亡。知曉真相而清醒的瑛二將怜子推落一樓，向米奇與達利揭曉自己和兩者實為三胞胎兄弟的真相，刺殺怜子後在住宅縱火準備同歸於盡，但被米奇與達利制止。米奇、達利、俊平、堤丸太、瑛、華怜、瑛二離開火場後，瑛二坦承自己殺人的實情被送進少年教養院服刑。
事件落幕後，一条家分崩離析，瑛和華怜搬離奧利岡村，米奇與達利認清彼此的想法、喜好、人生方向已經出現分歧，仍尊重和希望彼此幸福，園山老夫婦理解米奇與達利一起踏進園山家生活和共享養子「秘鳥」的身份的真相，與米奇與達利共度聖誕節。故事尾聲，時間來到1993年的3月，瑛和華怜陪同離開少年教養院的瑛二和眾人團聚，瑛二偕同米奇與達利向梅特麗的墳墓致意。米奇選擇留在當地生活，以成為前衛藝術家為志業，達利則前往升學高中求學，與鎮上的人們道別。故事以米奇深信兄弟即便相隔兩地，仍不會改變雙方的羈絆作結。

## 登場人物

### 園山家相關
本作主角米奇與達利所屬的收養家庭，家主夫婦為園山修和園山洋子。故事初期（1990年）園山老夫妻收養米奇與達利扮演的「秘鳥」為家庭成員，一条家崩壞後，收留一条家的愛犬，正式以4人2狗的身分公開生活。家族成員關係和諧融洽。
園山秘鳥
名字日語音同「一個人」。園山家的養子，外型是金髮藍眼的少年，真實身分是雙胞胎兄弟米奇與達利二人扮演一人。米奇與達利過去曾經和母親梅特麗被一条瑛的妻子怜子禁錮在一条家，直至某日兄弟倆意外撬開禁錮場所的門，母子三人始逃離一条家在山上紮營生活。梅特麗遇害後，兄弟倆被路經山上的遊客發現，被安置在養育院生活，故事初期（1990年）被園山老夫妻收養，在怜子踏進園山家行兇事件後一度被警方當成通緝犯。後期揭曉一条家的長子一条瑛二和達利、米奇實為三胞胎兄弟。
米奇（聲：堀江瞬、諸星堇（幼年））
本作主角之一，雙胞胎的弟弟，名字日語音同「右」。他是雙胞胎中比較情緒化的一個，與更嚴肅、具控制欲的雙胞胎兄弟達利不同，他很溫柔，有時容易分散注意力。表情更加豐富、流暢，富有創造力和精湛的模仿功力，但畫作偏向抽象風格。喜歡園山家的特製櫻桃派。慣用手是右手。正面瀏海和后脑勺头发观众视角均朝右边。漫畫版被園山老夫妻收養時（1990年）為13歲。
真實身分是精神科醫生一条瑛與曾任一条家女傭的梅特麗的私生子之一，和達利、瑛二為三胞胎兄弟。與哥哥達利一起被園山家族收養，兄弟倆暗中聯手調查母親梅特麗遇害的真相。曾經在秋山家調查期間意外接觸俊平的姊姊莉莎，在校園對偽裝成「莎莉」身分的達利產生好感，但發現「莎莉」親近瑛二和達利男扮女裝化名「莎莉」的身分後，導致兄弟關係一度緊張，但雙方仍選擇和解，與俊平、提丸太、華怜聯手揭發梅特麗的真相。一条家崩壞後，經由達利暗地幫助獨自扮演「秘鳥」的身份，在聖誕節正式以雙胞胎兄弟的身分和園山老夫妻相認共度節日。結局時將髮型改為波浪型短捲髮，留在奧利岡村生活和投身藝術創作，志向為前衛藝術家，與親友們送別前往外地求學的達利，深信兄弟倆即便相隔兩地，心的聯繫依舊不變。
達利（聲：村瀨步、諸星堇（幼年））
本作主角之一，雙胞胎的兄長，名字日語音同「左」。他是雙胞胎中比較理性的一個，會冷靜地考慮弟弟的感受，但作為雙胞胎中的長子，有時會在米奇面前表現得很強硬。喜歡園山家的特製蛋包飯。慣用手是左手。正面瀏海和后脑勺头发观众视角均朝左边。漫畫版被園山老夫妻收養時（1990年）為13歲。
真實身分是精神科醫生一条瑛與曾任一条家女傭的梅特麗的私生子之一，和米奇、瑛二為三胞胎兄弟。與弟弟米奇一起被園山家族收養，兄弟倆暗中聯手調查母親梅特麗遇害的真相。曾經男扮女裝化名女學生「莎莉」督促米奇精進學業和引誘瑛二透露情報，卻陰錯陽差讓米奇喜歡上變裝的自己成為三角關係，在男扮女裝的真相被米奇得知後，兄弟關係一度緊張，但雙方仍選擇和解，與俊平、提丸太、華怜聯手揭發梅特麗的真相，但在瑛二縱火時為營救對方受傷，導致左臉頰殘留傷疤。一条家崩壞後，暗中輔助米奇扮演「秘鳥」的身份，在聖誕節正式以雙胞胎兄弟的身分和園山老夫妻相認共度節日。結局將頭髮略為蓄長綁成短束，常在眾人聚會期間應米奇要求扮裝成「莎莉」迎接瑛二出所，緩解雙方的隔閡，自身選擇前往升學高中求學，與奧利岡村的親友道別。
園山洋子（聲：三石琴乃）
收養了「秘鳥」的老婦人，修的妻子。個性友善隨和，年輕時是個非常漂亮的女人。因為夫妻倆膝下無子，偕同修拜訪鄰鎮的養育院，夫妻倆見及「秘鳥」（實為米奇和達利分頭行動）的亮眼表現留下深刻印象，以此機緣收養「秘鳥」。時常戴著假髮。她熱愛烹飪，並將她的愛傾注在「秘鳥」中。夫妻倆曾經在怜子踏進園山家準備不利期間，被怜子在茶中投藥昏迷，對「秘鳥」成為通緝犯一事不敢置信。一条家崩壞後，知曉米奇和達利兄弟扮演一人的真相，接納兄弟倆為自己的養子，代為收養一条家的狗菲達萊特。對米奇和達利的評價分別為「貪吃而富有創造力的孩子（米奇）」、「知性和敏感的孩子（達利）」。最終話時仍和成為靈體的阿光保持交流，協助眾人準備瑛二出所的迎接會，與親友們送別前往外地求學的達利。
園山修（聲：松山鷹志）
收養了「秘鳥」的老先生。洋子的丈夫。性格冷靜。他每天都在努力成為「秘鳥」的好父親。年輕時外型瀟灑，追求洋子期間曾多度被甩，但最終仍如願和洋子結婚。偕同洋子拜訪鄰鎮的養育院，夫妻倆見及「秘鳥」（實為米奇和達利分頭行動）的亮眼表現留下深刻印象，以此機緣收養「秘鳥」。由於已屆老年，身體狀況大不如前。夫妻倆曾經在怜子踏進園山家準備不利期間，被怜子在茶中投藥昏迷，對「秘鳥」成為通緝犯一事不敢置信。一条家崩壞後，知曉米奇和達利兄弟扮演一人的真相，接納兄弟倆為自己的養子，代為收養一条家的狗菲達萊特。最終話和秋山俊平成為共同賞鳥的鳥友，與親友們送別前往外地求學的達利。
沙丁（聲：松山鷹志）
園山家族飼養的狗，犬種為黃金獵犬。意識到秘鳥其實是兩個人-米奇和達利。喜歡酸口味的食物。曾經在米奇和達利前往梅特麗的墳前致意期間，挖掘出梅特麗從瑛二身上扯落的衣物鈕扣，成為米奇和達利調查兇手的線索。在怜子闖進園山家、試圖對米奇和達利痛下殺手而和阿光對峙期間，現身攻擊怜子。一条家崩壞後，和成為家族新成員的菲達萊特相處融洽。
阿光（聲：齊藤貴美子）
本名光山，在鄰鎮的園山一家做了20年的管家。為人古道熱腸，很愛八卦的婦人，因工作的原因，她出入很多家庭且精通奧利岡村上的情報，但也在涉足一条家的秘密時，為了幫助米奇和達利，一度被一條怜子活埋在住宅花園，及時被華怜救出逃走。先後幫助華怜、米奇和達利查出一條家的秘密及他們的身世，後來在米奇和達利被闖入園山家宅的怜子威脅不利時出手相救，讓米奇和達利爬窗逃走，還來不及透露瑛二和雙胞胎的血緣關係，便遭怜子持菜刀刎頸殺害。死後靈魂持續徘徊幫助園山一家人，和洋子透過通靈筆談溝通。漫畫版最終話尾聲以阿光在園山家的地毯畫下「Fin（完結）」收尾；動畫版最終話尾聲則改為阿光的靈魂在草地遺留「致佐野菜見老師。完結」的字樣。
菲達萊特
故事前中期為一条家飼養的狗，犬種為杜賓犬。在達利營救被瑛二限制行動的米奇期間給予幫助，故事後期米奇和達利聯合親友們揭發一条家的秘密後，被俊平從被瑛二縱火的一条家救出，成為園山家的成員。

### 親友相關
秋山俊平（聲：淺沼晉太郎）
「秘鳥」的同學，配戴眼鏡的咖啡色短髮少年。個性友善溫暖且體恤他人，喜歡飛機和鳥類，說話經常用鳥類相關詞語進行比喻，想成為一隻鳥，儘管他試圖找到一種方法來實現這一目標，但有時會過於專注，以至於看不到周圍的環境，甚至遭受同儕的取笑。擅長繪製鳥類生前的蒙太奇畫與進行畫作解析，也能還原作畫者想要詮釋的對象。雙薪家庭出身，有一名姊姊莉莎。以參加園山家的「秘鳥」歡迎派對為契機和雙胞胎兄弟結緣，參加童軍活動期間對「秘鳥」勇敢跨過吊繩橋的表現留下深刻印象（實為達利接替中途跌落的米奇走完全程），成為雙胞胎第一個結交的朋友。入學山星學園國中，被分配至「秘鳥」所在的1年5班。
故事後期在「秘鳥」被警方追緝期間收留對方，知曉雙胞胎兄弟扮演一人的真相，說服雙胞胎兄弟和堤丸太合作，四人組成「Be Bird（河狸與鳥）」小組，其負責引開警方注意力讓雙胞胎兄弟和堤丸太潛入一条家揭發真相，協助米奇、達利、提丸太、一条家父女、菲達萊特逃離著火的一条家，將自己用鳥瞰角度拍下怜子潛入園山家行兇的照片當成證據（動畫版略過拍下怜子潛入園山家行兇的照片情節，僅用堤丸太的錄影帶做為證據）。故事尾聲仍留在奧利岡村生活，和園山修成為共同賞鳥的鳥友，與園山家和堤丸太送別前往外地求學的達利。
秋山莉莎（聲：大地葉）
秋山俊平的姊姊，外型給人高冷印象的黑髮美女，對弟弟的興趣不以為然。初登場時是在米奇和達利初訪秋山家，在睡意中抱住潛入臥室調查的米奇。後來達利冒用其形象扮成女裝引誘瑛二。
堤丸太（聲：武內駿輔）
「秘鳥」的同學，有著囓齒目般門牙的矮胖少年，同時是村鎮上的合唱團成員，被雙胞胎兄弟稱做「河狸」。富裕家庭出身，因為從小就被寵壞了，所以任性又自私，有依賴母親的傾向，在承受心理壓力過大時會當場昏厥。喜歡高科技設備，說話常引用水壩相關用語進行比喻。擅長摩斯密碼。以參加園山家的「秘鳥」歡迎派對為契機和米奇、達利結緣，曾經在兄弟倆造訪家裡期間藉著遊戲仗勢欺負米奇，被看不下去的達利教訓了一頓。入學山星學園國中，被分配至「秘鳥」所在的1年5班。故事後期知曉雙胞胎兄弟扮演一人的真相，和俊平、米奇、達利組成「Be Bird（河狸與鳥）」小組，幫助雙胞胎兄弟潛入一条家和攝錄怜子的口供，揭發一条家的真相後態度改善許多，與一条華怜相戀，將自己隨同米奇、達利調查期間用錄影機錄下怜子的口供做為證據。
在一条家崩壞、瑛與華怜搬離奧利岡村後，和華怜維持遠距離戀愛關係。故事尾聲時臉型與身材變得較為消瘦，仍留在奧利岡村生活並和華怜交往中，與園山家和秋山俊平送別前往外地求學的達利。
一条瑛二（聲：河西健吾）
一条家的長子。成績優異，外表姣好，受到村民們的敬佩。他被周圍的人視為模範男孩，心思縝密，是宇野功芳的樂迷，受父親一條瑛的影響對精神醫學和催眠所知甚詳，也懂得擅長觀察自然界動植物，實則飽受夜尿症所苦，仰賴尿布維持正常作息。以參加園山家的「秘鳥」歡迎派對為契機和雙胞胎兄弟結緣，在學校的童軍戶外自然課程發現「秘鳥」的異常舉動，邀請「秘鳥」前往家裡進行心理諮商。入學山星學園國中1年1班。曾經一度發現米奇持有自己埋在梅特麗墓塚的遺失外套鈕扣，將米奇囚禁在一条家，間接導致達利和阿光在一条家冒險調查期間，阿光為庇護達利被怜子活埋（阿光後來被華怜救出逃走）。被化名女學生「莎莉」扮成女裝的達利技誘套出一条家的情報，對「莎莉」（達利）心生好感，出於贖罪心態在萬聖節變裝比賽為保護「秘鳥」被雙胞胎設置的南瓜陷阱砸傷，暗中提供「莎莉」（雙胞胎偽裝的女學生身份）有關梅特麗命案和怜子暗中監視奧利岡村的真相。
真正身份是父親一條瑛和梅特麗所生的兒子之一，和米奇、達利為三胞胎兄弟。5歲時在聖誕節晚上出於驚慌，將攀爬窗台準備擁抱他的梅特麗推落窗台，導致梅特麗墜樓身亡，由於從梅特麗的遺言知曉自己的身世真相，加著被怜子的身教影響造成心態扭曲，對怜子觀感複雜，立志成為精神科醫生也是為了醫治怜子的心理。故事後期被怜子監禁影響導致神智一度嬰兒化，但是被米奇和達利脅持威脅怜子期間，聽聞怜子和梅特麗的糾葛恢復神智，正式和米奇與達利兄弟相認，殺害怜子在住宅縱火，準備尋短隨死去的怜子而去，被米奇和達利揭發罪行並救出著火的住宅，向眾人坦承犯案受審後被送往少年教養院服刑。
最終話於1993年的3月離開少年教養院，以剃成平頭身材變得相對高挑的姿態接受眾人的迎接，經由雙胞胎兄弟陪同前往梅特麗的墳前致意，對自己的人生經歷感言為「那是一個不體面而幸福的人生」。
一条華怜（聲：關根明良）
瑛二的妹妹。因為怜子的要求學習鋼琴，是村鎮裡的鋼琴比賽霸主，房間裡有很多以村鎮居民為原型的布娃娃。能夠解讀摩斯密碼。真正身分為一条家的養女，非常討厭這個扭曲的家庭。在米奇被囚禁一条家、阿光和達利潛伏調查期間，救了被怜子活埋在花園的阿光，讓阿光得以逃出一条家調查華怜的身世，居中幫助雙胞胎兄弟。故事後期被怜子囚禁家裡期間，與堤丸太透過摩斯密碼傳達訊息幫助米奇和達利，希望兄弟倆摧毀扭曲的家庭，與堤丸太相戀，直言養父瑛對怜子的病態心理毫無知覺，促成怜子為所欲為的極端做為，偕同米奇和達利、堤丸太、瑛和愛犬菲達萊特透過俊平幫助逃出被瑛二縱火的一条家。
在養母怜子被瑛二刺殺、瑛二被判決在少年教養院管束後，跟著養父瑛搬離奧利岡村，和堤丸太維持遠距離戀愛關係。最終話時外型已然亭亭玉立，偕同養父和眾人迎接瑛二出所。
梅特麗（聲：諸星堇）
本作關鍵角色，米奇和達利的母親，瑛二的生母，已故。特徵是金色長髮和藍色雙眼，容貌和米奇、達利相仿，個性溫柔但略帶冒失。過去曾是一條家的女傭，任職期間對指導工作的一條瑛的妻子怜子心生羨慕，由於怜子不孕，受怜子委託代替她和瑛行房，成為瑛的情婦懷上三胞胎，但同時遭受怜子忌恨在心，在產子後被怜子奪去與瑛容貌相仿的瑛二，自己則和米奇和達利被怜子孤立禁閉在一條家的某個房間，過著見不得人的生活，直至米奇和達利長至一定歲數撬開囚禁母子三者的房門，始帶著兄弟倆逃出一條家。七年前（1982年）的聖誕節晚上獨自返回奧里岡村，爬上一條家的窗台，準備擁抱時年五歲的瑛二兼迎接他和兄弟們團聚，結果不慎被驚慌的瑛二推落窗台墜樓，扯下後者的外套鈕扣後重傷死去。過身後被安葬在山丘上，她的死亡成為米奇和達利暗地裡對鎮上的富裕居民們進行調查緝凶的開端。
兒玉老師
擔任山星學園國中1年5班班導師的年輕女老師，「秘鳥」、俊平、堤丸太的班導師，個性溫和善良，但對於多數班上學生我行我素甚至惡意欺凌的舉動無奈。原作漫畫版因為園山家致電訴說「秘鳥」的情緒低落，抵達園山家進行家庭訪問關切「秘鳥」，得知「秘鳥」遭受校園欺凌和見識園山家的互動後獲得啟發，親自導正班上的風氣讓「秘鳥」免於被欺負。動畫版略過兒玉老師的相關劇情，僅以頭像形式登場。

### 一条家相關
瑛二和華怜的所屬家庭，表面是精神科醫生一条瑛擔任家主、被奧利岡村居民視為模範家庭，實際上由家主妻子兼村委會長一条怜子掌控家庭和監視奧利岡村。在米奇與達利聯合親友們揭發一条家的秘密、瑛二殺害怜子和縱火後正式崩壞。
一条怜子（聲：朴璐美）
瑛的妻子，瑛二和華怜的母親，實為養母，她作為奧利岡村的村委會長，同時是造成梅特麗、瑛二、達利、米奇母子四者關係破碎和暗中監控奧利岡村的幕後黑手。怜子對外表現風度，實則擁有瘋狂和強烈控制慾的一面，對養子女施加嚴格教育。過去為追求理想的生活和瑛結婚，指導時任女傭梅特麗協助家務，因患有不孕症而利用梅特麗代替她生育，但察覺丈夫移情梅特麗而心態驟變，在梅特麗產下瑛二、米奇、達利後，抱走唯一髮色遺傳至丈夫的瑛二撫養，不惜將梅特麗、米奇、達利囚禁在一条家。時年5歲的瑛二失手將梅特麗推落窗台致死後，為了掩蓋瑛二害死梅特麗的秘密，暗中監視著奧利岡村的居民，為此在閣樓隱藏著複刻奧利崗村的模型和人偶，將不利於己的村民逐出奧利岡村。
為防止當年梅特麗的事件東窗事發，怜子暗中鎖定準備除掉園山家，她曾經強行將米奇囚禁在一条家施加嬰兒化教育進行操控，促使達利和阿光為營救米奇潛入一条家進行調查行動，但是怜子將阿光活埋在自家花園（後來阿光被華怜救出）和釋放「秘鳥」回歸園山家之餘，設局踏進園山家迷暈園山老夫婦，準備對米奇和達利不利時被阿光制止，轉而殺害解救米奇和達利的阿光，導致米奇和達利被當成通緝犯逃離園山家，自己更將瑛二禁足在家進行嬰兒化教育和限制華怜的行動。故事後期向米奇、達利、提丸太、瑛二道出自己和梅特麗的過節，被獲知真相而清醒的瑛二推下一樓重傷，短暫裝死甦醒後將瑛二除外的一行人鎖在房間裡，準備帶著瑛二遠走高飛之際遭其持刀刺殺，失血過多致死。生前闖入園山家行兇的蹤影和坦白陷害梅特麗的口供則分別被俊平、堤丸太紀錄下來，做為呈堂證據（動畫版改為用丸太的錄影帶做主要物證）。
一条瑛（聲：川島得愛）
怜子的丈夫，瑛二和華怜的父親，實為瑛二、米奇、達利的生父，華怜的養父。他作為一名精神科醫生，每天都很忙碌，與怜子為同床異夢的夫妻關係，疏於和子女交流，仍關切著子女。過去在梅特麗擔任幫傭期間愛上對方，發生性關係，梅特麗行蹤不明至遇害後，仍對她懷抱相思情。原先對怜子暗中監控奧利岡村與向子女施加偏執教育觀念的情形、梅特麗和孩子們的真相一無所知，直至米奇和達利聯合俊平、堤丸太、華怜揭發怜子和瑛二，始理解詳細的來龍去脈，被華怜批評其消極無察覺的態度助長怜子的扭曲行為，偕同一行人逃出被瑛二縱火的住宅。在瑛二投案時為其說情，使瑛二減輕刑期。事件落幕後，偕同華怜搬離奧利岡村，在漫畫最終話和華怜帶著出所的瑛二與眾人團聚。
菲達萊特
詳見米奇與達利#園山家相關

## 出版書籍
| 冊數 | KADOKAWA       | KADOKAWA               | 台灣角川      | 台灣角川               |
| 冊數 | 發行日期       | ISBN                   | 發行日期      | ISBN                   |
| ---- | -------------- | ---------------------- | ------------- | ---------------------- |
| 1    | 2018年5月15日  | ISBN 978-4-04-734836-3 | 2020年1月9日  | ISBN 978-957-743-479-1 |
| 2    | 2018年9月15日  | ISBN 978-4-04-735350-3 | 2020年5月18日 | ISBN 978-957-743-729-7 |
| 3    | 2019年8月10日  | ISBN 978-4-04-735623-8 | 2020年5月18日 | ISBN 978-957-743-730-3 |
| 4    | 2020年2月15日  | ISBN 978-4-04-736022-8 | 2021年3月22日 | ISBN 978-986-524-260-2 |
| 5    | 2020年10月15日 | ISBN 978-4-04-736112-6 | 2023年3月23日 | ISBN 978-626-352-331-9 |
| 6    | 2021年7月15日  | ISBN 978-4-04-736634-3 | 2023年3月23日 | ISBN 978-626-352-332-6 |
| 7    | 2021年12月15日 | ISBN 978-4-04-736846-0 | 2023年3月23日 | ISBN 978-626-352-333-3 |

## 電視動畫
2021年12月13日，宣佈改編為動畫。

### 主題曲
片頭曲
主唱：SORARU、，作詞、作曲、編曲：
片尾曲《Skyline》
主唱：Nulbarich，作詞：Jeremy Quartus、Ryan Octaviano，作曲：Jeremy Quartus，編曲：Jeremy Quartus、Ethan Augustin

### 插曲
克勞德·德布西《月光》

### 各話列表
| 話數   | 日文標題 | 中文標題                       | 劇本     | 分鏡         | 演出                | 作畫監督 | 總作畫監督                                             | 首播日期       |
| ------ | -------- | ------------------------------ | -------- | ------------ | ------------------- | --- | ------------------------------------------------------ | -------------- |
| 第1話  |          | 米奇與達利                     | 萬久     | 萬久         | 榎本守              | 細田沙織、小林一三、服部益實 松下純子、齋藤雅和、酒井KEI 齊藤千比呂、熊谷香代子、鷲田敏弥                                           | 西畑步美                                               | 2023年 10月2日 |
| 第2話  |          | 歡迎派對                       | 安川正吾 | 牧野友映     | 村田尚樹            | 川上俊弘、菊池俊輔 野澤弘樹、三關宏幸、津熊健憲 赤尾良太郎、松下純子、酒井KEI                                                       | 鷲田敏弥、川島尚 楠本裕子、西畑步美                    | 10月9日        |
| 第3話  |          | 我們交朋友吧                   | 福田裕子 | 林直孝       | 飛田剛              | 川上俊弘、菊池俊輔 野澤弘樹、三關宏幸、田中淳次 水谷剛德、竹本早耶香、臼田美夫 鎌田均、、西川真人 細田沙織、吳晶晶、楊明坤          | 鷲田敏弥 西畑步美                                      | 10月16日       |
| 第4話  |          | 做個聰明人吧                   | 豐田百香 | 井之川慎太郎 | 井之川慎太郎 榎本守 | 野澤弘樹、三關宏幸、田中淳次 水谷剛德、飯飼一幸、小林一三 服部益實、服部憲知、楠田悟                                                | 渡邊浩二 西畑步美                                      | 10月23日       |
| 第5話  |          | 水蚤之歌                       | 萬久     | 加瀨充子     | 馬場龍一 安川央里   | 木村聰志、三關宏幸、川上俊弘 細田紗織、服部益實、片岡英之 輿石曉、安彥守、服部憲知 Debris札幌                                       | 西畑步美                                               | 10月30日       |
| 第6話  |          | 是誰殺了鳥媽媽？               | 福田裕子 | 榎本守       | 馬場龍一 上野史博   | 木村聰志、飯飼一幸、田中淳次 水谷剛德、井上不二雄、酒井KEI 宇津木勇、南伸一郎、中村與史子                                           | 三關宏幸 西畑步美                                      | 11月6日        |
| 第7話  |          | 原來不是鬼                     | 安川正吾 | 玉村仁       | 馬場龍一 北川正人   | 木村聰志、野澤弘樹、竹內一將 津熊健德、赤尾良太郎、飯飼一幸 宇津木勇、安彥守、松下純子 酒井KEI、片岡英之、松下清志                  | 三關宏幸 阿部由佳、西畑步美                            | 11月13日       |
| 第8話  |          | 二人≠一人                      | 豐田百香 | RoydenB      | 牧野友映            | 、三島千枝、STUDIO MASSKET | 三島千枝                                               | 11月20日       |
| 第9話  |          | 殺了你殺了你殺了你殺了你殺了你 | 福田裕子 | 牧野友映     | 村田尚樹            | 木村聰志、竹內一將、川上俊弘 飯飼一幸、田中淳次、水谷剛德 井上不二雄、鷲田敏彌、熊谷香代子 田守優希、津熊健德、赤尾良太郎、細田沙織 | 川島尚、三關宏幸 木村聰志、西畑步美                    | 11月27日       |
| 第10話 |          | BEAVERS vs 一條母              | 安川正吾 | 林直孝       | 馬場龍一            | 木村聰志、竹內一將、飯飼一幸 田中淳次、水谷剛德、井上不二雄                                                                         | 川島尚、三關宏幸 木村聰志、野澤弘樹 阿部由佳、西畑步美 | 12月4日        |
| 第11話 |          | 倒行逆施的女人                 | 豐田百香 | 井之川慎太郎 | 馬場龍一            | 竹內一將、川上俊弘、田中淳次 水谷剛德、井上不二雄                                                                                   | 川島尚、三關宏幸 木村聰志、西畑步美                    | 12月11日       |
| 第12話 |          | 我们的复仇                     | 福田裕子 | 金森陽子     | 馬場龍一            | 竹內一將、川上俊弘、田中淳次 野澤弘樹、井上不二雄                                                                                   | 川島尚、三關宏幸 阿部由佳、木村聰志 西畑步美           | 12月18日       |
| 第13話 |          | 米奇與達利                     | 安川正吾 | 加瀨充子     | 馬場龍一            | 木村聰志、飯飼一幸、川上俊弘 竹內一將、田中淳次、水谷剛德 井上不二雄、野澤弘樹、輪和                                                | 川島尚、三關宏幸 阿部由佳、木村聰志 西畑步美           | 12月25日       |

## 外部連結
- 漫畫試閱網站（日語）
- 電視動畫官方網站（日語）
- 電視動畫的X（前Twitter）（日語）